# Shoemaker (cratère terrestre)
Pour les articles homonymes, voir Shoemaker.

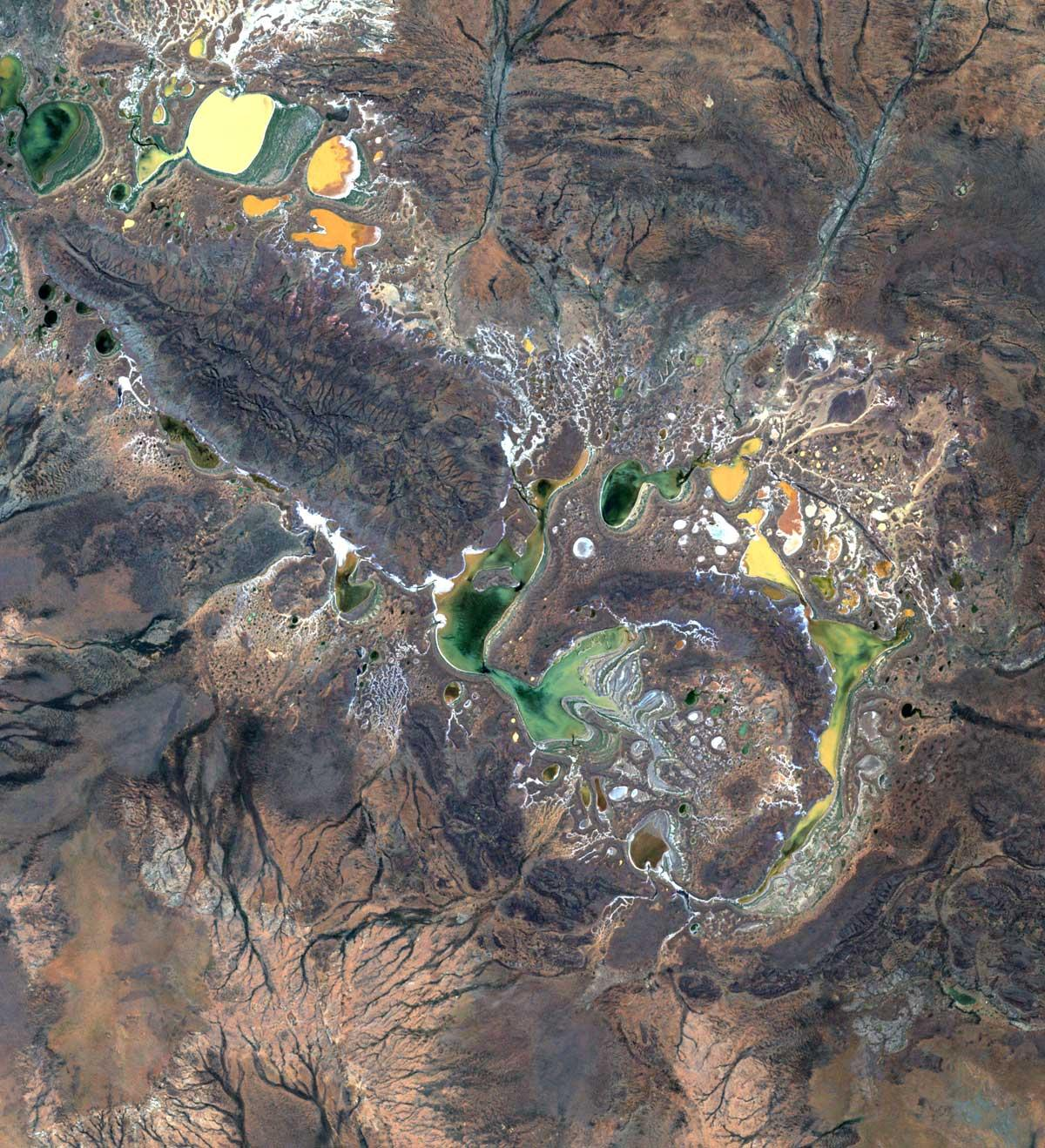
Photo satellite du cratère Shoemaker.

Le cratère Shoemaker (anciennement Teague Ring) est un cratère d'impact situé en Australie-Occidentale, à environ 100 km au nord de Wiluna.
Son diamètre est d'environ 30 km, son âge est estimé à 1 630 millions d'années.
Il a été nommé en l'honneur du géologue Eugene M. Shoemaker (1928-1997).